# Championnats du monde d'aviron 1998
Navigation
Édition précédente Édition suivante
Les championnats du monde d'aviron 1998, vingt-huitième édition des championnats du monde d'aviron, ont lieu du 6 au 13 septembre 1998 à Cologne, en Allemagne.

## Médaillés

### Hommes
| Épreuves              | Or | Or      | Argent | Argent  | Bronze | Bronze  |
| --------------------- | --- | ------- | --- | ------- | --- | ------- |
| M1x                   | Nouvelle-Zélande Rob Waddell | 6:39.65 | Suisse Xeno Müller | 6:41.55 | Tchéquie Václav Chalupa | 6:43.89 |
| M2x                   | Allemagne Andreas Hajek Stephan Volkert | 6:13.20 | Norvège Steffen Størseth Kjetil Undset | 6:14.49 | Pologne Marek Kolbowicz Adam Korol | 6:15.50 |
| M4x                   | Italie Agostino Abbagnale Alessandro Corona Rossano Galtarossa Alessio Sartori                                                                                | 5:51.19 | Allemagne Marco Geisler Marcel Hacker Sebastian Mayer Stefan Roehnert                                                                             | 5:56.13 | Autriche Raphael Hartl Norbert Lambing Andreas Nader Horst Nussbaumer                                                                                        | 5:57.91 |
| M2+                   | Australie Nick Green James Tomkins Brett Hayman (c) | 6:45.01 | Italie Gioacchino Cascone Rosario Gioia Gianluca Barattolo (c)                                                                                    | 6:47.71 | États-Unis Nicholas Anderson Kurt Borcherding Phil Henry (c)                                                                                                 | 6:50.06 |
| M2-                   | Allemagne Detlef Kirchhoff Robert Sens | 6:22.32 | Australie Drew Ginn Mike McKay | 6:24.23 | RF Yougoslavie Nikola Stojić Đorđe Višacki | 6:25.52 |
| M4+                   | Australie Drew Ginn Nick Green Mike McKay James Tomkins Brett Hayman (c)                                                                                      | 6:09.43 | Croatie Denis Boban Igor Boraska Tihomir Franković Siniša Skelin Ratko Cvitanić (c)                                                               | 6:12.97 | Italie Marco Bizzozero Dario Lari Giuseppe Musemeci Pasquale Panzarino Daniele Sorice (c)                                                                    | 6:13.59 |
| M4-                   | Grande-Bretagne James Cracknell Tim Foster Matthew Pinsent Steve Redgrave                                                                                     | 5:48.06 | France Gilles Bosquet Daniel Fauché François Meurillon Anthony Perrot                                                                             | 5:49.44 | Italie Lorenzo Carboncini Riccardo Dei Rossi Valter Molea Carlo Mornati                                                                                      | 5:49.46 |
| M8+                   | États-Unis Chris Ahrens Porter Collins Robert Kaehler Jeffrey Klepacki Garrett Miller Bryan Volpenhein Tom Welsh Michael Wherley Peter Cipollone (c)          | 5:38.78 | Allemagne Jörg Dießner Stefan Forster Stefan Heinze Kai Horl Thomas Jung Ike Landvoigt Enrico Schnabel Marc Weber Peter Thiede (c)                | 5:39.48 | Roumanie Dorin Alupei Andrei Bănică Cornel Nemțoc Gheorghe Pîrvan Neculai Țaga Viorel Talapan Valentin Robu Florian Tudor Dumitru Răducanu (c)               | 5:40.27 |
| Épreuves poids légers | |         | |         | |         |
| LM1x                  | Italie Stefano Basalini | 6:48.90 | Tchéquie Michal Vabroušek | 6:50.98 | Danemark Karsten Nielsen | 6:51.52 |
| LM2x                  | Pologne Tomasz Kucharski Robert Sycz | 6:19.11 | Italie Michelangelo Crispi Leonardo Pettinari | 6:21.02 | Suisse Markus Gier Michael Gier | 6:22.35 |
| LM4x                  | Italie Lorenzo Bertini Elia Luini Paolo Pittino Franco Sancassani                                                                                             | 5:57.68 | Allemagne Markus Baumann Alexander Lutz Franz Mayer Christian Von Gyldenfeldt                                                                     | 5:58.59 | États-Unis Conal Groom Sean Groom Ransom Weaver Coop Wessels                                                                                                 | 6:02.74 |
| LM2-                  | France Jean-Christophe Bette Vincent Montabonel | 6:40.53 | Italie Catello Amarante Carlo Gaddi | 6:41.75 | Chili Miguel Cerda Christián Yantani | 6:44.00 |
| LM4-                  | Danemark Eskild Ebbesen Thomas Ebert Victor Feddersen Thomas Poulsen                                                                                          | 6:01.53 | France Xavier Dorfman Yves Hocdé Frédéric Pinon Laurent Porchier                                                                                  | 6:02.37 | Australie Darren Balmforth Simon Burgess Anthony Edwards Robert Richards                                                                                     | 6:04.43 |
| LM8+                  | Allemagne Matthias Edeler Oliver Ibielski Andreas Laiss Stefan Locher Daniel Rosenberger Bernhard Stomporowski Manuel Strauch Vladimir Vukelic Olaf Kaska (c) | 5:36.28 | États-Unis Michael Altmann William Carlucci John Cashman Eric Gillett Sean Kammann William Plifka Martin Schwartz Andrea Trento Sean Mulligan (c) | 5:36.56 | Italie Antonello Aliberti Carlo Artico Filippo Dodero Daniele Gilardoni Andrea Lupini Giuseppe Manzo Salvatore Messina Massimo Guglielmi Antonio Cirillo (c) | 5:37.06 |

### Femmes
| Épreuves              | Or | Or      | Argent | Argent  | Bronze | Bronze  |
| --------------------- | --- | ------- | --- | ------- | --- | ------- |
| W1x                   | Russie Irina Fedotova | 7:25.09 | Allemagne Katrin Rutschow | 7:26.67 | Suède Maria Brandin | 7:30.99 |
| W2x                   | Grande-Bretagne Miriam Batten Gillian Lindsay | 6:48.85 | Pays-Bas Pieta van Dishoeck Eeke van Nes | 6:49.75 | Roumanie Doina Ignat Ioana Olteanu | 6:50.49 |
| W4x                   | Allemagne Kathrin Boron Manuela Lutze Jana Thieme Christiane Will                                                                                               | 6:24.38 | Russie Oksana Dorodnova Yuliya Levina Larisa Merk Inna Moiseeva                                                                                        | 6:26.66 | Australie Marina Hatzakis Sally Newmarch Jane Robinson Bronwyn Roye                                                                                          | 6:32.11 |
| W2-                   | Canada Alison Korn Emma Robinson | 7:05.19 | Grande-Bretagne Cath Bishop Dot Blackie | 7:08.12 | États-Unis Amy Marie Martin Linda Miller | 7:08.76 |
| W4-                   | Ukraine Yevgeniia Andreieva Tatyana Fesenko Nina Proskura Tetyana Savchenko                                                                                     | 6:30.63 | Canada Buffy-Lynne Williams Laryssa Biesenthal Marnie McBean Kubet Weston                                                                              | 6:31.90 | Pays-Bas Tessa Zwolle-Appeldoorn Nelleke Penninx Carin ter Beek Christine Vink                                                                               | 6:32.73 |
| W8+                   | Roumanie Angela Cazac Veronica Cochelea Georgeta Damian Maria Magdalena Dumitrache Liliana Gafencu Doina Ignat Ioana Olteanu Viorica Susanu Elena Georgescu (c) | 6:14.62 | États-Unis Jennifer Dore-Terhaar Torrey Folk Amy Fuller Sarah Jones Katherine Maloney Lianne Nelson-Bennion Sally Scovel Wendy Wilbur Rajanya Shah (c) | 6:15.81 | Canada Buffy-Lynne Williams Laryssa Biesenthal Heather Davis Alison Korn Marnie McBean Emma Robinson Dorota Urbaniak Kubet Weston Lesley Thompson-Willie (c) | 6:18.25 |
| Épreuves poids légers | |         | |         | |         |
| LW1x                  | Suisse Pia Vogel | 7:41.01 | France Bénédicte Dorfman-Luzuy | 7:42.01 | Argentine Maria Gariosoain | 7:44.40 |
| LW2x                  | États-Unis Christine Collins Sarah Garner | 7:03.73 | Allemagne Claudia Blasberg Karin Stephan | 7:06.53 | Roumanie Angela Alupei-Tamas Camelia Macoviviuc | 7:09.45 |
| LW4x                  | Allemagne Nicole Faust Anna Kleinz Christine Morawitz Valerie Viehoff                                                                                           | 6:40.99 | États-Unis Cassandra Cunningham Sara Den Besten Cesar Peirano Lisa Schlenker                                                                           | 6:42.97 | Grèce Chrysi Biskitzi Angeliki Gkremou Evangelia Kokkinou Irini Zora                                                                                         | 6:43.27 |
| LW2-                  | Grande-Bretagne Juliet Machan Jo Nitsch | 7:29.42 | Argentine Patricia Conte Ana Urbano | 7:32.51 | États-Unis Michelle Borkhuis Linda Muri | 7:37.50 |